# Dekanat serocki
Dekanat serocki – dekanat diecezji płockiej z siedzibą w Serocku. 
Lista parafii:
| Lp | Miejscowość / parafia                                                              | Czas powstania | Proboszcz / administrator               | Zdjęcie |
| -- | ---------------------------------------------------------------------------------- | -------------- | --------------------------------------- | ------- |
| 1  | Dzierżenin św. Tomasza Apostoła                                                    | XIII w.        | ks. Krzysztof Biernat od 2018           |         |
| 2  | Pokrzywnica św. Józefa                                                             | 1377           | ks. Mirosław Borkowski od 2015          |         |
| 3  | Popowo Kościelne Narodzenia Najświętszej Maryi Panny                               | 1764           | ks. dr Remigiusz Stacherski od 2008     |         |
| 4  | Serock św. Anny                                                                    | XVI w.         | ks. dr Dariusz Rojek od 2014            |         |
| 5  | Smogorzewo Pańskie (z siedzibą w Błędostowie) Nawiedzenia Najświętszej Maryi Panny | przed 1436     | ks. Jarosław Bukowski od 2010           |         |
| 6  | Zatory św. Małgorzaty                                                              | XIII w.        | ks. kan. mgr Kazimierz Majewski od 2023 |         |
| 7  | Zegrze (z siedzibą w Woli Kiełpińskiej) św. Antoniego                              | ok. XII w.     | ks. Andrzej Marchlewski od 2014         |         |

stan na dzień 17.09.2015